# SP-253
A SP-253 é uma rodovia transversal do estado de São Paulo, administrada pelo Departamento de Estradas de Rodagem do Estado de São Paulo (DER-SP) e pela concessionária ViaPaulista.

## Denominações
Recebe as seguintes denominações em seu trajeto:
	Nome:		João Bravo Caldeira, Deputado, Rodovia
- De – até:	 Caconde – SP-350
- Legislação:		DEC. 18.451 DE 18/02/82

	Nome:		João Bravo Caldeira, Deputado, Rodovia
- De – até:	 Caconde – Tapiratiba – Usina Itaiquara
- Legislação:		LEI 3.421 DE 24/06/82

	Nome:		Francisco Matarazzo Junior, Conde, Rodovia
- De – até:	 Santa Rosa de Viterbo – SP-330 (Via Anhanguera)
- Legislação:		LEI 2.245 DE 20/12/79

	Nome:		Cunha Bueno, Deputado, Rodovia
- De – até:	 SP-330 (Via Anhanguera) – Jaboticabal
- Legislação:		DEC. 18.886 DE 12/05/82

## Descrição
Principais pontos de passagem: Caconde - SP 350 / Sta. R. do Viterbo - SP 330 -Luiz Antonio - Pradópolis - SP 333(Jaboticabal)

## Características

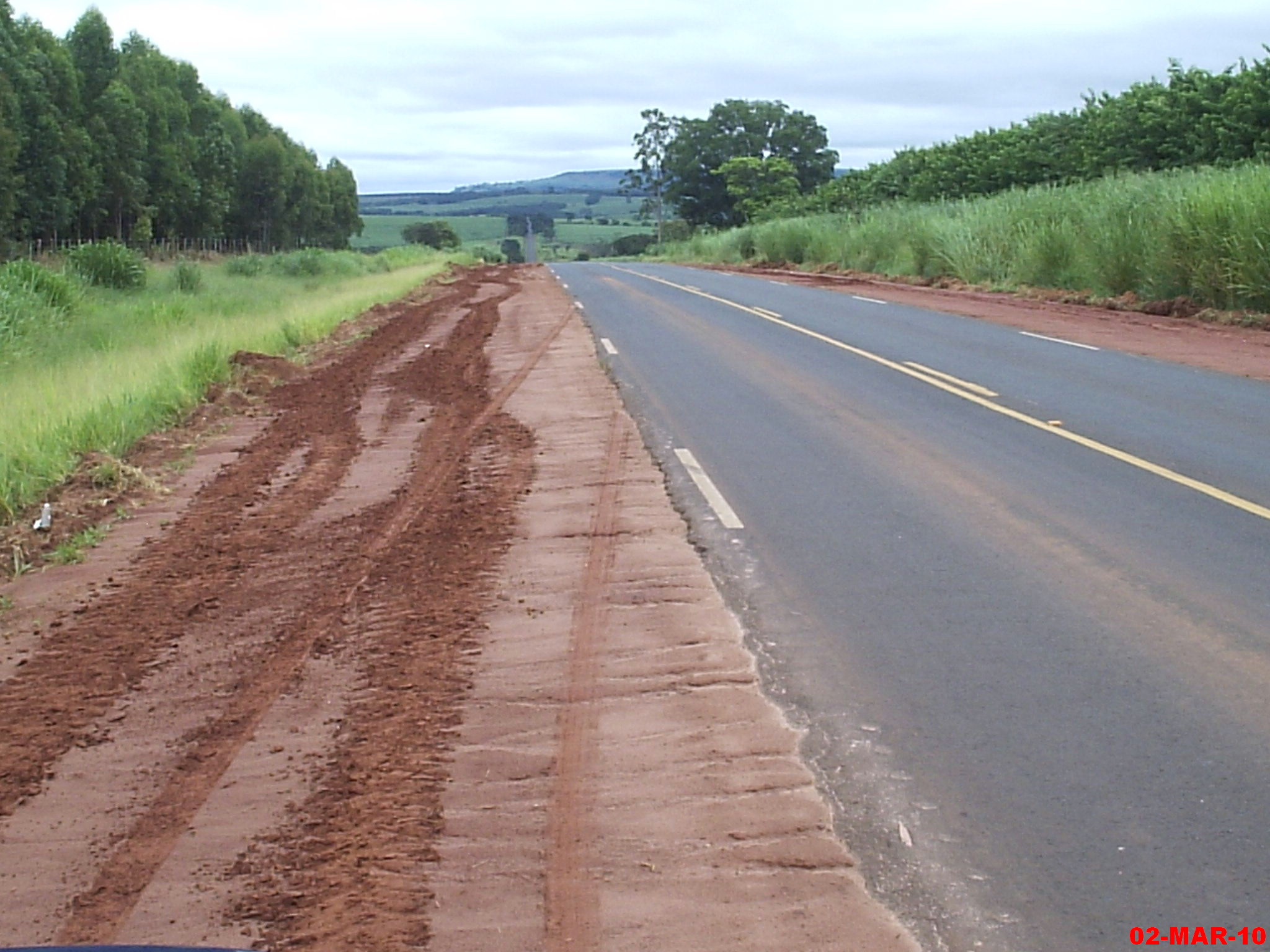
Trecho da SP-253 em Santa Rosa de Viterbo.

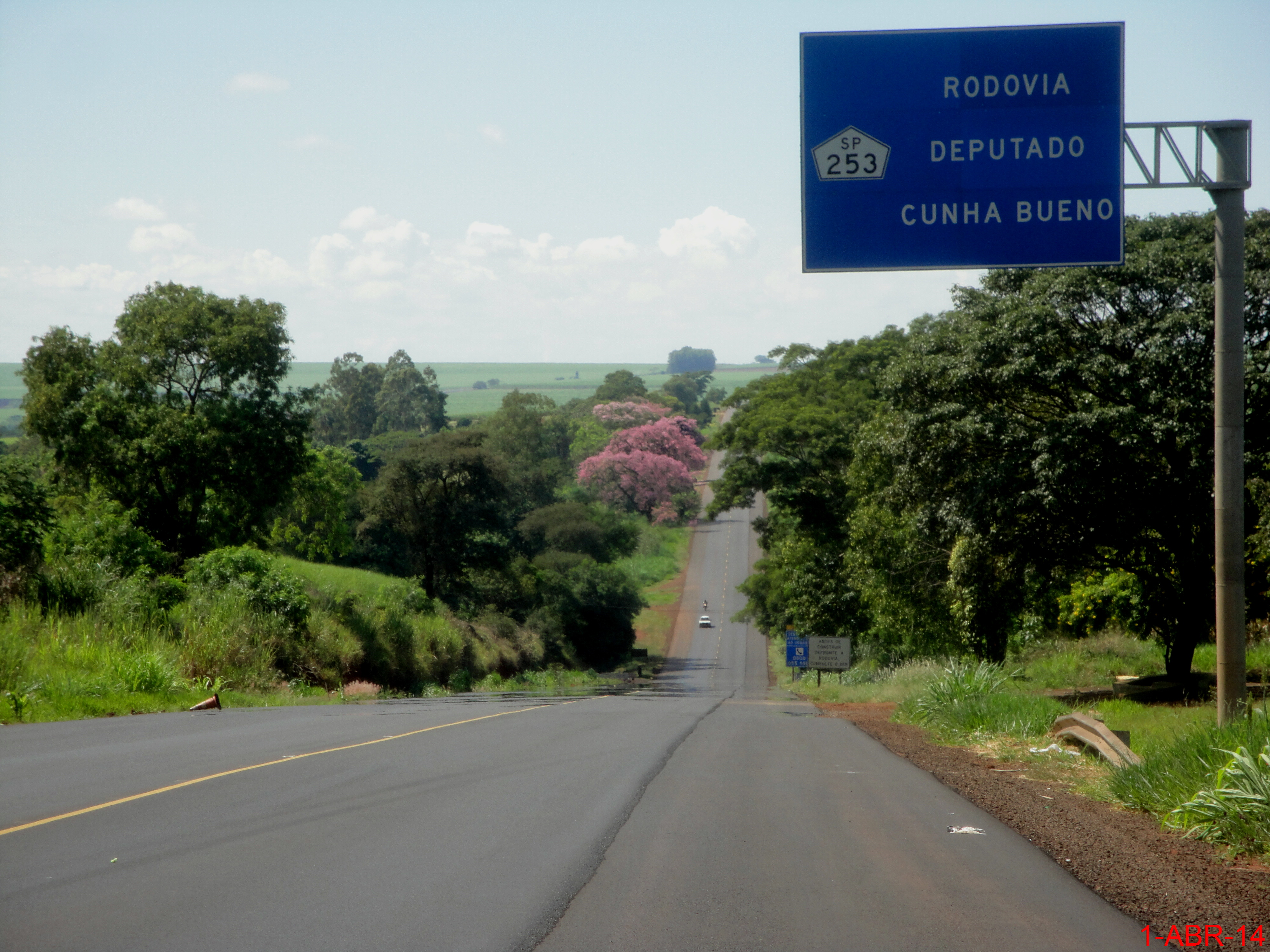
Trecho da SP-253 em Jaboticabal.

### Extensão
- Km Inicial: 0,000
- Km Final: 221,690

### Localidades atendidas
- Caconde
- Tapiratiba
- Itaiquara
- Mococa
- Tambaú
- Santa Rosa de Viterbo
- São Simão
- Luís Antônio
- Guatapará
- Pradópolis
- Guariba
- Córrego Rico
- Jaboticabal